# 테리-토머스

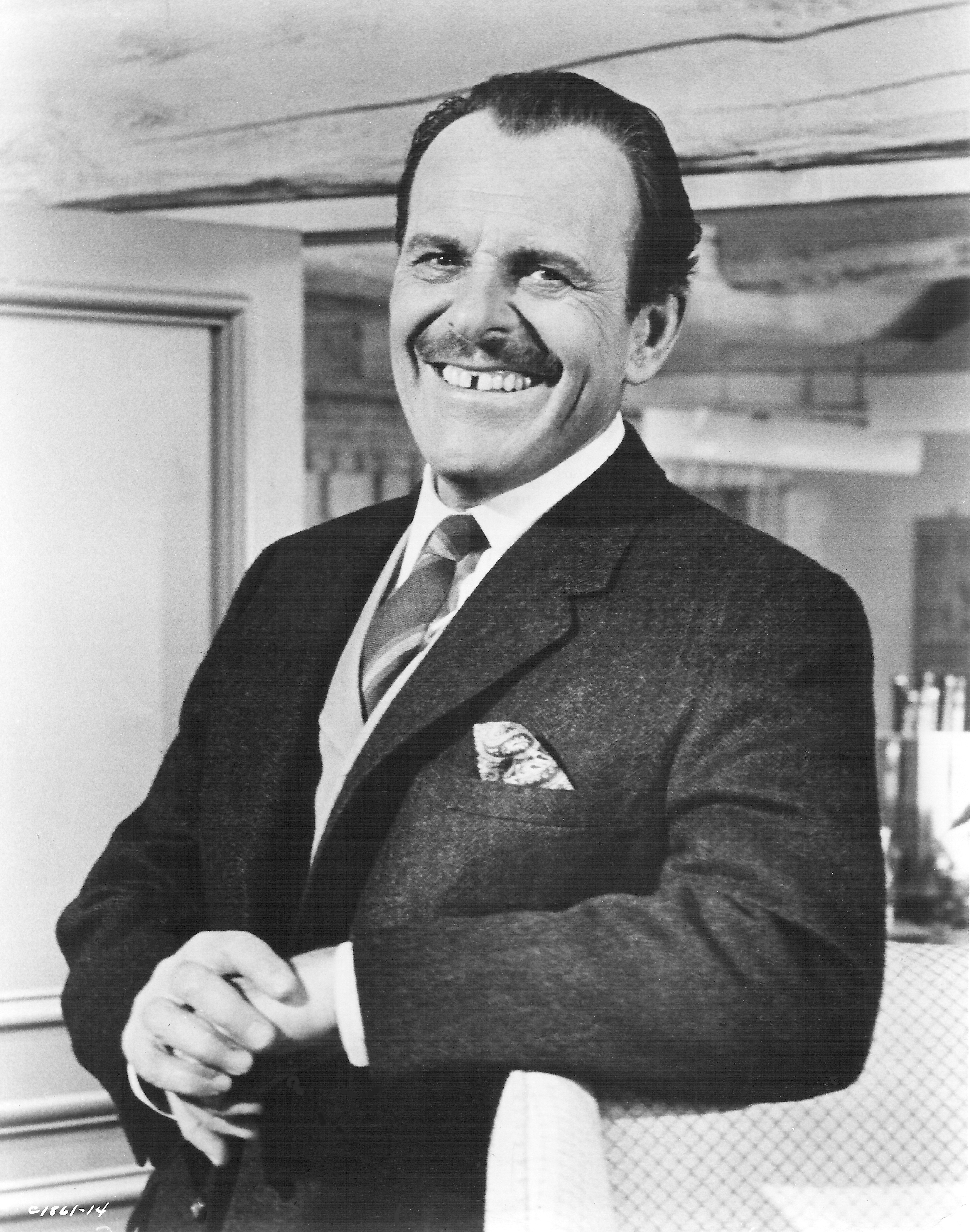
테리-토머스, <Where Were You When the Lights Went Out> (1968년 작) 중에서

토머스 테리 호어 스티븐스 (Thomas Terry Hoar Stevens; 1911년 7월 11일 ~ 1990년 1월 8일), 예명 테리-토머스 (Terry-Thomas)는 잉글랜드의 희극인 겸 배우로, 1950년대서부터 60년대의 출연작들로 인해 전세계에 알려졌다. 특유의 목소리와 외눈 안경, 양복용 조끼, 시거릿 홀더 등을 이용해 희극적인 상류층 악역을 연기했고, 트레이드마크로 정 가운데에 벌어진 윗니가 드러나는 환한 미소가 있다.

## 출연작
- 〈로빈 후드〉 (1973) - 히스 경 (뱀) 목소리
- 〈돌아온 파이브스 박사〉 (1972) - 롬바르도 역
- 〈극악무도한 파이브스 박사〉 (1971) - 롱스트릿 박사 역
- 〈Monte Carlo or Bust〉 (1969) - 커스버트 웨어-아미티지 경 역
- 〈파리 대탈출〉 (1966) - 레지널드 경 역
- 〈럭키 레이디〉 (1965) - 퍼시 웨어-아미티지 경 역
- 〈매드매드 대소동〉 (1963) - J. 앨저넌 호손 중령 역
- 〈약소국 그랜드 펜윅 이야기 2〉 (1963) - 모리스 스펜더 역
- 〈I'm All Right, Jack〉 (1959) - 히치콕 소령 역
- 〈Carlton-Browne of the F.O.〉 (1959) - 캐더건 드 비어 칼턴-브라운 역
- 〈Private's Progress〉 (1956) - 히치콕 소령 역